# Otto Arosemena
Otto Arosemena Gómez (Guayaquil, 19 luglio 1925 – 30 aprile 1984) è stato un politico ecuadoriano.
È stato presidente dell'Ecuador dal novembre 1966 all'agosto 1968.
Il suo predecessore è stato Clemente Yerovi, mentre il suo successore José María Velasco Ibarra.